# Darwinismo social
Darwinismo social  é um nome moderno dado a várias teorias da sociedade, que surgiram no Reino Unido, América do Norte e Europa Ocidental, na década de 1870. Trata-se de uma tentativa de se aplicar o darwinismo nas sociedades humanas. Descreve o uso dos conceitos de luta pela existência e sobrevivência dos mais aptos, para justificar políticas que não fazem distinção entre aqueles capazes de sustentar a si e aqueles incapazes de se sustentar. Esse conceito motivou as ideias de eugenia, racismo, imperialismo, fascismo, nazismo e na luta entre grupos e etnias nacionais.
O termo foi popularizado em 1944 pelo historiador norte-americano Richard Hofstadter, mas atualmente, por causa das conotações negativas da teoria do darwinismo social, especialmente após as atrocidades da Segunda Guerra Mundial, poucas pessoas se descrevem como social-darwinistas, e o termo é geralmente visto como pejorativo.

## Origens
O darwinismo social tem origem na teoria da seleção natural de Charles Darwin, que explica a diversidade de espécies de seres vivos através do processo evolução. O sucesso da teoria da evolução motivou o surgimento de correntes nas ciências sociais baseadas na tese da sobrevivência do mais adaptado, da importância de um controle sobre a demografia humana.
De acordo com esse pensamento, existiriam características biológicas e sociais que determinariam que uma pessoa é superior à outra e que as pessoas que se enquadrassem nesses critérios seriam as mais aptas. Geralmente, alguns padrões determinados como indícios de superioridade em um ser humano seriam a habilidade nas ciências humanas e exatas em detrimento das outras ciências, como a arte, por exemplo, e a raça da qual ela faz parte.
Um conjunto de pensadores atribui a fonte do darwinismo social ao próprio Darwin, que na sua obra A Origem do Homem, havia aplicado a sua teoria ao mundo social. Nesta obra, Darwin ocupa-se da evolução humana e, ao fazê-lo, aplica os mesmos critérios que utiliza em A Origem das Espécies.
A teoria de Darwin diz também que no mundo sobrevive o mais adaptado, por isso há a evolução; que os seres vivos evoluem para continuarem vivos, e o próprio homem seria exemplo disso.

## Influência
O darwinismo social foi empregado para tentar explicar a inconstância pós-revolução industrial, sugerindo que os que estavam pobres eram os menos aptos (segundo interpretação da época da teoria de Darwin) e os mais ricos que evoluíram economicamente seriam os mais aptos a sobreviver, por isso, os mais evoluídos. Durante o século XIX, as potências europeias também usaram o darwinismo social como justificativa para o imperialismo.

## Críticas e controvérsias
Outros autores influenciados pelas ideias de Darwin se opuseram ao darwinismo social, como Piotr Kropotkin. Em sua obra Ajuda Mútua: Um Fator de Evolução, Kropotkin defende que a solidariedade entre indivíduos de um mesmo grupo ou espécie é tão importante para a sobrevivência quanto a competição entre grupos e espécies.
Mais recentemente, o estudo das sociedades a partir do ponto de vista biológico foi chamado de sociobiologia, que com as inovações do campo da biologia e da sociologia, procura dar um parecer mais condizente com a realidade de hoje em dia. Da sociobiologia surgiu uma disciplina similar, a Psicologia Evolucionista.
A aplicação da biologia de Darwin às teorias sociais fortalecia o imperialismo, o racismo, o nacionalismo e o militarismo. Os darwinistas sociais insistiam em que os indivíduos e as raças estavam dentro de uma luta pela sobrevivência, em que apenas o mais forte sobrevive e, na realidade, apenas o mais forte merece sobreviver.
Eles dividiam a humanidade em raças superiores e inferiores e consideravam o conflito racial e o nacional uma necessidade biológica e um meio para o progresso.

### Várias definições incompatíveis
O darwinismo social tem muitas definições, e algumas delas são incompatíveis entre si. Como tal, o darwinismo social tem sido criticado por ser uma filosofia inconsistente, que não conduz a quaisquer conclusões políticas claras. Por exemplo, o The Concise Oxford Dictionary of Politics afirma:
| “            | Parte da dificuldade em estabelecer o uso coerente e sensato da expressão é que o compromisso com a biologia da seleção natural e a "sobrevivência do mais apto" não implicava uniformidade, quer no contexto do método sociológico ou da ciência política. O darwinista social poderia muito bem ser um defensor do laissez-faire, como um defensor do socialismo de Estado, tanto um imperialista como um eugenista doméstico. | ” |
| — Ian McLean | |   |